# Sivers'k
Sivers'k (in ucraino Сіверськ?; in russo Северск?, Seversk) è una città dell'Ucraina (1000 abitanti) situata nel distretto di Bachmut, nell'Oblast' di Donec'k. Ospita l'amministrazione della comunità territoriale di Sivers'k, una delle comunità territoriali dell'Ucraina.